# Hrabstwo Renville (Dakota Północna)

Piramida wieku hrabstwa

Hrabstwo Renville (ang. Renville County) – hrabstwo w stanie Dakota Północna w Stanach Zjednoczonych. Zajmuje powierzchnię lądową 2 265,64 km². Według szacunków US Census Bureau w roku 2006 liczyło 2425 mieszkańców. Siedzibą administracji hrabstwa jest Mohall.

## Miejscowości
- Grano
- Glenburn
- Loraine
- Mohall
- Sherwood
- Tolley